# Horst Wohlers
Horst Wohlers (født 6. august 1949) er en tysk tidligere fodboldspiller og nu træner, som senest var træner for Borussia Mönchengladbachs andethold. Han er i Danmark mest kendt for i 1990 at blive præsenteret som Sepp Pionteks afløser som dansk landstræner uden nogensinde at blive det.

## Spillerkarriere
Wohlers startede karrieren i SC Brunsbüttelkoog og kom i 1970 til FC St. Pauli. I 1975 blev han solgt til Borussia Mönchengladbach, hvor han kom til at spille sammen med Allan Simonsen. I 1979 skiftede han til 1860 München og han afsluttede karrieren i Arminia Bielefeld, hvor han spillede fra 1982-1986.

## Trænerkarriere
I 1989 blev han ny træner for Bayer 05 Uerdingen i Bundesligaen, hvilket han klarede med en vis succes. Derfor blev han i 1990 udset til at være ny dansk landstræner for næsen af Sepp Pionteks mangeårige assistent Richard Møller Nielsen, der i den forbindelse udtalte de legendariske ord "Det blev en u'lænding". Wohlers blev på et pressemøde præsenteret som ny landstræner, men det viste sig, at DBU ikke havde sikret sig, at han kunne komme ud af sin kontrakt med Bayer Uerdingen. Han blev derfor nødt til at fortsætte som træner for Uerdingen, og Richard Møller Nielsen blev landstræner i stedet.
I november 1990 blev Wohlers dog fyret i Uerdingen, og i februar 1991 blev han træner for sin gamle klub FC St. Pauli. Det var han et år, før han blev fyret. Siden kom han til Regionalliga-klubben VfB Oldenburg og til Japan, hvor han bl.a. blev assistenttræner i Urawa Red Diamonds. Efter turen til Japan blev han fodbold-ekspert på tv-kanalen Premiere, og efter det var han en overgang folkeskolelærer.
I 2005 vendte han tilbage til trænergerningen som træner for Borussia Mönchengladbachs andethold, et job han havde frem til juni 2010.